# 種村有菜
種村 有菜（たねむら ありな、1978年3月12日 - ）は、日本の漫画家。本名同じ。愛知県一宮市出身。

## 来歴
- 1996年、集英社の『りぼんオリジナル』6月号にて掲載された、「2番目の恋のかたち」でデビュー。
- 1997年、デビューから第3作目の「かんしゃく玉のゆううつ」で『りぼん』本誌初掲載を果たすと、同年『りぼん』6月号から『イ・オ・ン』で初連載。
- 1998年、『神風怪盗ジャンヌ』を連載。同作は累計発行部数500万部を突破する大ヒットとなり、テレビアニメ化もされ、自身の代表作となった。
- 2002年、『満月をさがして』を連載。『神風怪盗ジャンヌ』同様にテレビアニメ化される。
- 2004年、『紳士同盟†』を連載。約4年間に渡る連載となり、種村にとって最長連載作品となった。
- 2008年5月30日からの1年間、インターネットラジオサイトのS-ラジにて、自身がパーソナリティを務めるインターネットラジオ番組・「種村有菜のラジオDEシャキン★」が放送される。
- 2009年、『桜姫華伝』を連載。同作コミックス第11巻内において、全50話で完結させることを発表。
- 2011年、『りぼん』との専属契約が終了[2]。同年、同社の『マーガレット』にて『風男塾物語』を連載。
- 2012年、前年の契約終了のことから、『りぼん』12月号を以って『りぼん』から離籍。

## 作風と影響
デビューからカラーイラストは全てアナログ作業で行い、着色には透明水彩絵の具やカラーインク・コピックの両方を使用していたが、2016年頃からはアナログと並行し、CLIP STUDIO PAINT等を使用して、一部のイラストの着彩、また原稿をデジタル環境で制作している。
キャラクターでは、『紳士同盟†』の“小牧”や“春日”、『神風怪盗ジャンヌ』の“名古屋”など、種村の出身地である愛知県の地名を名前及び苗字にすることが多い。苗字に関しては『神風怪盗ジャンヌ』は漢字3文字、『紳士同盟†』では必ず“宮”が入っており、『時空異邦人KYOKO』では一部を除いたストレンジャーの苗字に色の名前が入っているという特徴がある。
好きな鳥類はカラスを上げている。特にハシブトガラスが好みであり、『神風怪盗ジャンヌ』などを始めとするキャラクターの顔の表情、造形にカラスの愛好が顕著に現れている。自身のルーツは「風の谷のナウシカ」とのこと。水沢めぐみ、谷川史子、楠桂、貞本義行の作品や、『ときめきトゥナイト』、『星の瞳のシルエット』などを好きな漫画としてあげている。

## 交友・人物
- ハロー!プロジェクトの「Berryz工房」や「モーニング娘。」が大好きであり、ライブにも通っている。
- ラジオDJ小森まなみのファンとしても有名で、小森やmyco（『満月をさがして』の神山満月役）、桑島法子（『神風怪盗ジャンヌ』の日下部まろん役）のラジオ番組に時々ゲストで出演することも。また、2011年よりmycoとアニメソングを唄ったりするライブイベント「満月禁猟区」を度々開催している。
- 芸能人の友人も多く、中川翔子、椿姫彩菜、megrockなどとの交友が深い。特に中川とは『りぼん』誌上で対談をしたり、プライベートで遊びに行ったことをお互いのブログで紹介している。また中川の著書に種村が2人の出会いを描いたショートストーリーを寄稿している。「中野風女シスターズ」の喜屋武ちあきも友人であり、メンバーに種村作品のファンがいたこともあって、彼女達とも仲良くなり、ライブにも通うようになった。なお、風男塾の推しメンは赤園虎次郎[4]。
- 基本的にメディアへの積極的な顔出しはしていないが、自身や中川のブログで素顔を伺うことが出来る。逆にラジオなど声の出演には積極的で、自身のネットラジオの他に歌（『満月をさがして』オリジナルアルバムにて主人公・フルムーンの歌を歌唱）・『りぼん』本誌の付録CD-ROMに収録された『満月をさがして』のタイピングゲームで台詞を読み上げる・声優（アニメ『神風怪盗ジャンヌ』『満月をさがして』看護士役、『紳士同盟†』ドラマCD・まおら役）としても出演したことがある。

## 同人活動
同人音楽家として、2010年の冬コミにて、「目黒帝国」というサークル名で、作詞と歌唱（ボーカル）を担当したデビュー15周年記念同人CD『純愛天使』を販売（2011年1月にアニメイトでも販売された）。その後もサークル活動を行っている。
同人作家としても活動しており、東日本大震災の被災者を支援する為に、他の漫画家有志と共同で東日本大震災チャリティ同人誌「pray for Japan」で執筆する。提案者のこげどんぼ*とともに表紙絵も担当した。

## 作品一覧

### 連載
- イ・オ・ン（『りぼん』1997年6月号 - 同年11月号）
- 神風怪盗ジャンヌ（『りぼん』1998年2月号 - 2000年7月号）
- 時空異邦人KYOKO（『りぼん』2000年9月号 - 2001年9月号）
- 満月をさがして（『りぼん』2002年1月号 - 2004年6月号）
- 紳士同盟†（『りぼん』2004年9月号 - 2008年7月号）
- 絶対覚醒天使ミストレス☆フォーチュン（『りぼん』2008年7月号 - 同年9月号）
- 桜姫華伝（『りぼん』2009年1月号 - 2013年1月号）
- 風男塾物語（『マーガレット』2011年16号 - 同年23号）
- 猫と私の金曜日（『マーガレット』2013年5号 - 2015年24号）
- 31☆アイドリーム（『メロディ』2013年6月号 - 連載中）
- 悪魔にChic×Hack（シックハック）[6]（『マーガレット』2016年8号[7] - 2016年21号[8]）
- アイドリッシュセブンシリーズ ※作画担当、原作はバンダイナムコオンライン、小説原作は都志見文太
  - アイドリッシュセブン TRIGGER -before The Radiant Glory-（『LaLaDX』2016年3月号 - 同年7月号）
  - アイドリッシュセブン MEZZO”-紫青の霹靂-（『LaLaDX』2016年11月号 - 2017年1月号[9]）
  - アイドリッシュセブン 流星に祈る（『LaLaDX』2017年3月号 - 同年5月号）
  - アイドリッシュセブン クーラーとパンツ（『LaLaDX』2017年7月号 - 同年9月号）
  - アイドリッシュセブン グッドモーニング、ラフター！/朝の寮にいる（『LaLaDX』2017年11月号）
  - アイドリッシュセブン Re:member（『LaLaDX』2018年1月号 - 連載中）

### 他誌連載
- 瞬間ライル（『コミックZERO-SUM』2015年12月号 - 2018年6月号）※原作担当、作画は喜久田ゆい

#### エッセイ
- 有菜の種（『Cobalt』2008年9月号 - 2016年5月号[10]、『集英社Webマガジンコバルト』2016年6月17日 - ）

#### クイズコーナー
- なんでもクイズ学園（『りぼん』1997年1月号 - 12月号）

### 読み切り
- 2番目の恋のかたち（1996年『りぼんオリジナル』6月号）
- 雨の午後はロマンスのヒロイン（1996年『りぼんオリジナル』10月号）
- かんしゃく玉のゆううつ（1997年『りぼん』2月号）
- この恋はNONフィクション（1997年『りぼんびっくり大増刊号』早春号）
- 吟遊名華（2001年『りぼん』11月号）
- 少女イブ☆林檎じかけの24時（2007年『りぼん春の超びっくり大増刊号』3月号）
- 海の地球儀・夜想曲（2007年『りぼんスペシャル』10月号）
- 白薔薇学園ヴァンパイア・ローズ（2009年『りぼんファンタジー増刊号』）
- 天使の金貨 メイプルローズ（2010年『りぼんスペシャル』春の大増刊号）

### CDアルバム
- 種村有菜15周年記念テーマソング集「純愛天使」[11] （2010年12月29日にコミックマーケット79より先行発売）
- 種村有菜 オリジナル・テーマソング・アルバム「Princess Tiara」[12] （トレジャーオブミュージック、2013年3月13日発売） YZFE-10005

### ゲーム
- アイドリッシュセブン キャラクター原案[13][14]
- Alice Closet（2018年10月10日 - 2022年8月31日） キャラクター原案[15]

### 書籍

#### 挿絵・表紙絵
- 小説 アイドリッシュセブン（白泉社）表紙、挿絵
  - 小説 アイドリッシュセブン 流星に祈る（著：都志見文太）
  - 小説 アイドリッシュセブン アイナナ学園（著：佐々木禎子）
  - 小説 アイドリッシュセブン Re:member（著：都志見文太）
- 秘密の姫君はじゃじゃ馬につき　全2巻（著：かわせ秋、KADOKAWA）表紙・挿絵
- 怪盗紳士リュパン（著：モーリス・ルブラン、訳/石川湧、東京創元社）創元推理文庫60周年フェア期間限定表紙[16]

#### アンソロジー・ゲスト寄稿
- 別冊コバルト文庫（『Cobalt』2011年9月号付録）（集英社）有菜の種 出張版（「マリア様がみてる」を語るエッセイマンガ[17]）
- 別冊コバルト文庫おかわりっ（『Cobalt』2012年9月号付録）（集英社）有菜の種 番外編（ミステリー体験）
- 別冊コバルト文庫３杯目っ！（『Cobalt』2013年9月号付録）（集英社）有菜の種 出張版（シンガポール旅行記）
- ピノコトリビュート アッチョンブリケ!手塚治虫「ブラック・ジャック」40周年アニバーサリー!（秋田書店）漫画
- 漫画家の猫（一迅社）飼い猫の写真集
- 漫画家ごはん日誌 たらふく（祥伝社）食エッセイ漫画
- コミックス アイドリッシュセブン（著：山田のこし、白泉社）四コマ漫画
- 刀剣乱舞学園 刀剣乱舞-ONLINE-アンソロジーコミック（白泉社）イラスト、漫画
- 桃組プラス戦記イラスト集「八彩」（KADOKAWA/角川書店）イラスト
- KIRIMIちゃん.ぎじんかマジカルプレミアムBOOK★（KADOKAWA/アスキー・メディアワークス）イラスト
- 囚われのパルマ 公式アンソロジー ハルト編（一迅社）漫画

### アニメ
- 少年メイド 第4話エンドカード
- 荒川アンダー ザ ブリッジ×ブリッジ　第12話エンドカード
- 私の百合はお仕事です! 第7話エンドカード

### その他
- ノージーのひらめき工房 「わたしのかき方」コーナー げんきな顔（2018年6月16日放送）
- 資生堂 - TSUBAKI「働くワタシの髪事情」（ウェブCM、2019年9月2日配信開始）[18]
- テレビアニメ「魔術士オーフェンはぐれ旅」（応援イラスト、2020年1月22日[19]
- Too - コピックチャオ スタートセット（イメージイラスト、2020年10月1日発売）[20]
- 泡沫のくゆり メインキャラクター・猿（キャラクターイラスト、2021年[21]）
- Disney Frozen 2: The Manga (2021年2月9日発売[22]) 作画担当。[23]アナと雪の女王2のコミカライズ。未邦訳。

## 刊行作品
- イ・オ・ン（全1巻・文庫版全1巻）
- かんしゃく玉のゆううつ（全1巻）
- 神風怪盗ジャンヌ（全7巻・完全版全6巻・文庫版全5巻）
- 時空異邦人KYOKO（全3巻・文庫版全2巻）
- 満月をさがして（全7巻・文庫版全4巻）
- 紳士同盟†（全11巻・文庫版全7巻）
- 絶対覚醒天使ミストレス☆フォーチュン（全1巻）
- 桜姫華伝（全12巻）
- 有菜の種（全1巻）
- 風男塾物語（全1巻）
- 種村有菜 恋愛物語集（文庫版） - 『吟遊名華』から『天使の金貨 メイプルローズ』までを集めた短編集。
- 猫と私の金曜日（全11巻）
- 31☆アイドリーム（既刊6巻）
- 瞬間ライル（全4巻）
- アイドリッシュセブン TRIGGER -before The Radiant Glory-（全1巻）
- 悪魔にChic×Hack（全2巻）
- 有菜の種〜日常編〜（全1巻）
- アイドリッシュセブン 流星に祈る（全2巻）
- Disney Frozen 2: The Manga (全1巻)-未邦訳

### イラスト集ほか
| 本 | 発売日        | タイトル                            | 出版社         | ISBN              |
| -- | ------------- | ----------------------------------- | -------------- | ----------------- |
| 1  | 2000年6月30日 | 神風怪盗ジャンヌ 種村有菜イラスト集 | 集英社         | 4-08-855097-8     |
| 2  | 2004年4月15日 | 種村有菜COLLECTION 満月をさがして   | 集英社         | 4-08-855106-0     |
| 3  | 2008年6月13日 | 紳士同盟† 種村有菜イラスト集        | 集英社         | 978-4-08-782172-7 |
| 4  | 2009年4月29日 | PAINTりぼん art of 種村有菜         | 集英社         | 978-4-08-908102-0 |
| 5  | 2019年9月13日 | イラストメイキングブック 種村有菜   | 復刊ドットコム | 978-4-8354-5696-6 |

## アシスタント
- 浅野伽々（現：喜久田ゆい、白泉社の『花とゆめ』でデビュー[24]）
- 水瀬藍（小学館の『Sho-Comi』でデビュー[24]）
- 川瀬夏菜（白泉社の『LaLa』でデビュー[25]）
- 加月るか（『りぼん』でデビュー[24]）
- あさの華夜（現：華夜、『Sho-Comi』でデビュー[26]）
- 雛乃さおり